# Jung A-hyeon
Jung A-hyeon, znana powszechnie jako Ahyeon (kor. 정아현, ur. 11 kwietnia 2007 w Chuncheon) – południowokoreańska piosenkarka i raperka działająca pod YG Entertainment. Jest członkinią grupy BabyMonster. 

## Życiorys

### Od 2024: Debiut z BabyMonster
30 grudnia 2022 roku YG Entertainment opublikowało plakat, ogłaszający plany debiutu nowej dziewczęcej grupy. 1 stycznia 2023 roku, poprzez film na YouTube zatytułowany „YG NEXT MOVEMENT”, potwierdzono nazwę grupy jako BabyMonster. W tym samym filmie Ahyeon była widoczna podczas treningu, co zdawało się potwierdzać jej status jako członkini grupy.
16 stycznia Ahyeon została przedstawiona jako druga członkini BabyMonster. 15 listopada ogłoszono, że Ahyeon opuściła BabyMonster z powodów zdrowotnych. Później jednak potwierdzono, że Ahyeon pozostanie członkinią grupy, ale nie będzie uczestniczyć w debiutanckich aktywnościach z powodu problemów zdrowotnych.
25 stycznia 2024 roku YG ogłosiło, że Ahyeon zadebiutuje 1 kwietnia z BabyMonster w ich pierwszym minialbumie BabyMons7er.